# Magie noire (surnaturel)

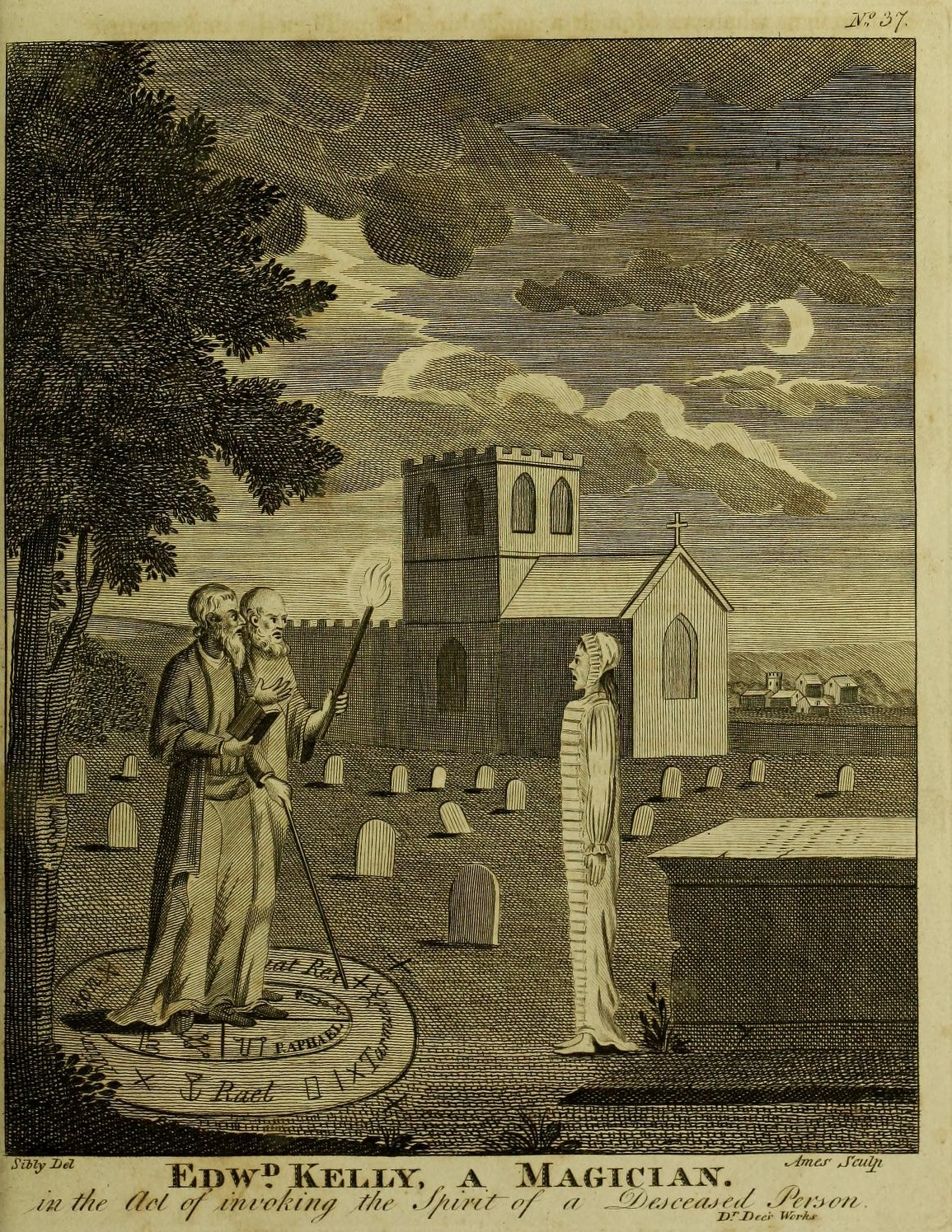
John Dee et Edward Kelley à l'aide d'un cercle magique invoquent un esprit dans le cimetière d'une église.

La magie noire réfère traditionnellement à l'utilisation du surnaturel ou de pouvoirs magiques à des fins maléfiques ou égoïstes. Du point de vue de la voie de la main gauche et de la main droite, la magie noire est le côté gauche malveillant, la magie blanche est la main droite, le côté bienveillant. De nos jours, certains trouvent que la définition de la « magie noire » n'est que la compilation des pratiques et rituels que certaines personnes réprouvent, n'ayant donc comme unique point commun, le point de vue de certains utilisateurs.

## Histoire
De la même manière que  la magie blanche, les origines de la magie noire peuvent être attribuées au culte primitif et ritualiste des esprits. À l'inverse de la magie blanche, qui possède des rituels similaires aux rituels primitifs chamaniques qui s'efforcent d'être au plus près des esprits, les rituels développés pour la « magie noire » sont faits pour invoquer ces mêmes esprits pour qu'ils produisent des résultats bénéfiques pour le praticien.
Au cours de la Renaissance, de nombreuses pratiques magiques et rituels ont été considérées comme mauvaises ou irréligieuses et par extension comme de la « magie noire » au sens large. La sorcellerie et les études de l'ésotérisme ne suivant pas les pratiques courantes ont été interdites et ciblées par l'Inquisition. En conséquence, la magie naturelle développée comme un moyen pour les penseurs et les intellectuels, comme Marsile Ficin, l'abbé Johannes Trithemius et Heinrich Cornelius Agrippa, de faire avancer l'ésotérisme et les études ritualistes (bien qu'encore souvent en secret), ont été faites sans persécution.
Alors que la « magie naturelle » est devenue populaire parmi les gens cultivés et les classes supérieures du 16e et 17e siècle, les rituels magiques et la magie folklorique sont restés soumis à la persécution. Montague Summers, un auteur du 20e siècle, rejette généralement les définitions de magie « blanche » et  « noire » comme étant « contradictoire », bien qu'il souligne dans quelle mesure la magie en général, indépendamment de l'intention, est considérée comme "noire" et cite les instructions posthumes de 1608 de William Perkins :
« All witches "convicted by the Magistrate" should be executed. He allows no exception and under this condemnation fall "all Diviners, Charmers, Jugglers, all Wizards, commonly called wise men or wise women". All those purported "good Witches which do not hurt but good, which do not spoil and destroy, but save and deliver" should come under the extreme sentence. »
« Toutes les sorcières "condamnées par le magistrat" doivent être exécutées. Cela ne souffre aucune exception et sous cette condamnation tombent "tous les devins, charmeurs, jongleurs, tous les sorciers, communément appelés les sages". Toutes ces prétendues "bonnes sorcières qui ne font pas de mal mais du bien, qui n'abiment ni ne détruisent rien, mais qui sauvent et délivrent" devraient être condamnées à une peine capitale. »
Ici, les termes utilisés sont plus souvent réservés à ceux qui sont accusés d'invoquer des démons et autres esprits maléfiques, de maudire leurs voisins, de détruire les récoltes, de sortir de leurs corps terrestres, ou de parcourir de grandes distances en tant qu'esprit (à qui le Malleus Maleficarum « consacre un long et important chapitre »). Il donne l'instruction de tous leur infliger la sentence extrême. Montague Summers mets également en lumière la signification étymologique du terme nigromancer, utilisé entre 1200 et 1500, (latin : Niger, noir; grec moderne : Manteia, divination), littéralement "une personne qualifiée en art noirs".
Dans un contexte moderne, la ligne entre la « magie blanche » et la « magie noire » est un peu plus claire et les définitions les plus modernes mettent l'accent sur l'intention plutôt que la pratique. Il y a également une mesure à laquelle de nombreux pratiquants modernes de Wicca et de la sorcellerie,  ont cherché à se distancier de ceux qui voulaient pratiquer la magie noire. En effet, ceux qui cherchent à faire du mal, ou faire le mal, sont moins susceptibles d'être acceptés dans le cercle des Wicca ou des sabbats surtout à notre époque où la  magie bienveillante est de plus en plus associée à la nouvelle ère gnosticisme et à l'auto-assistance spirituelle.

## Satanisme et dévotion aux démons

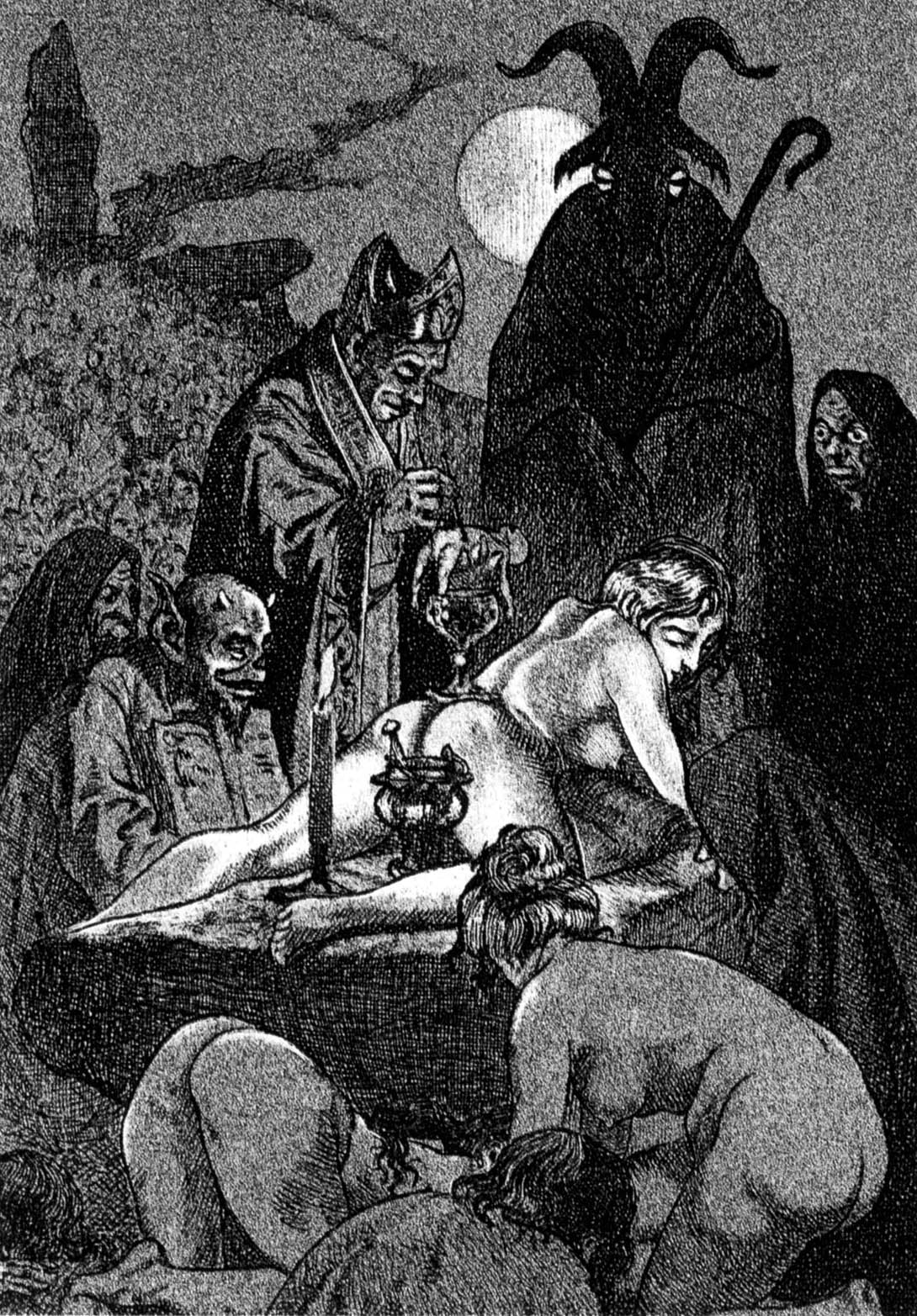
Illustration par Martin van Maële, du Sabbat des Sorcières, dans l'édition de 1911de La Sorcière, par Jules Michelet.

L'influence de la culture populaire a permis à d'autres pratiques d'être mises sous la bannière de « magie noire », dont le concept de Satanisme. Alors que l'invocation des démons ou des esprits est acceptée comme faisant partie de la magie noire, cette pratique est distinct du culte ou de la déification de ces êtres spirituels. Les deux sont généralement combinés dans la sorcellerie dans les croyances médiévales.
Ces lignes, continuent d'être brouillées par l'inclusion de rituels spirituels faits par les « magiciens blancs » en complément du travail en rapport avec le Satanisme. Les rituels de John Dee, datant du XVIe siècle, par exemple, ont été inclus dans La Bible satanique d'Anton LaVey's (1969) et certaines de ses pratiques, avant considérées comme de la magie blanche, ont depuis été associées à la magie noire. Les rituels de John Dee eux-mêmes ont été conçus pour communiquer avec les esprits en général et les anges en particulier, qu'il prétendait avoir été fait avec l'aide de son collègue Edward Kelley. La Bible de LaVey, cependant, entre en « complète contradiction » avec les intentions de Dee, mais offre les mêmes rituels comme moyen de contact avec les mauvais esprits et les démons. L'Église de Satan de Lavey (avec la Bible satanique en son centre), « nie officiellement l'efficacité des rituels occultes » mais « affirme la valeur subjective et psychologique de la pratique des rituels », établissant une distinction claire entre les deux. LaVey lui-même a été plus précis:
« White magic is supposedly utilized only for good or unselfish purposes, and black magic, we are told, is used only for selfish or "evil" reasons. Satanism draws no such dividing line. Magic is magic, be it used to help or hinder. The Satanist, being the magician, should have the ability to decide what is just, and then apply the powers of magic to attain his goals. »
« Satanism is not a white light religion; it is a religion of the flesh, the mundane, the carnal - all of which are ruled by Satan, the personification of the Left Hand Path. »
La dernière citation, cependant, semble avoir été dirigée vers la tendance grandissante qu'était le Wiccanisme et le néo-paganisme à l'époque.

## Chamanisme
Dans certaines régions, il y a de prétendus sorciers maléfiques qui se présentent comme de vrais chamans et qui attirent les touristes et leur font boire l'ayahuasca en leur présence. Les chamans font ça puisqu'ils croient qu'ils peuvent voler l'énergie et/ou la puissance, dont chaque personne aurait un stock limité.

## Vaudou

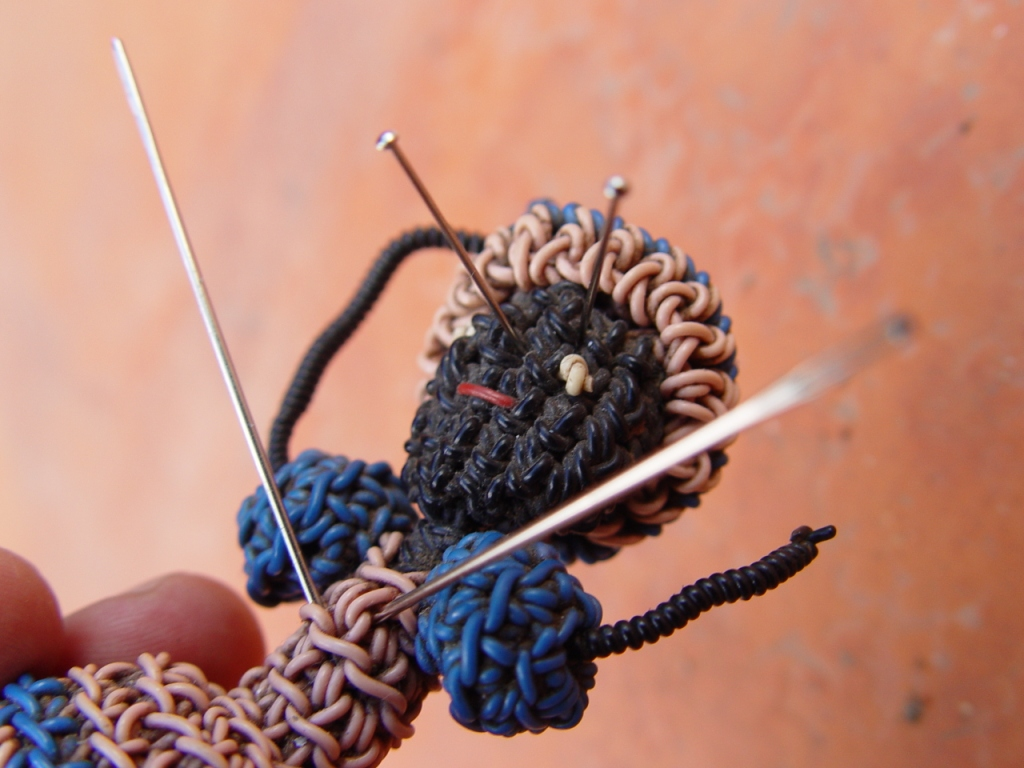
Une poupée Vaudou.

Le vaudou a été associé à la « magie noire » moderne, par le biais de la culture populaire et la fiction. Cependant, alors que les malédictions et les maléfices peuvent être regardés comme des pratiques relevant de la magie noire, le Vaudou a sa propre histoire et ses traditions qui ont peu à voir avec les traditions de la sorcellerie moderne qui se sont développées avec les pratiquants européens comme Gerald Gardner et Aleister Crowley,.
En fait, les traditions Vaudou font leur propre distinction entre la magie noire et blanche, avec des sorciers comme le Bokor connu pour faire l'utilisation de la magie et des rituels des deux côtés. Mais le penchant pour la magie associée aux malédictions, poisons et zombies signifie qu'ils, et que le Vaudou en général, sont régulièrement associés à la magie noire.

## Magie noire et religion
Les liens et l'interaction entre la magie noire et la religion sont nombreux et variés. Au-delà des liens de la magie noire avec des organismes sataniques ou de sa persécution historique par le christianisme et l'inquisition, il y a des liens entre les religions et les rituels de magie noire. La Messe noire, par exemple, est un sacrilège parodique de la messe catholique. De même, un saining, bien qu'au départ une pratique de magie blanche, est un rituel Wiccan analogue à un baptême pour un bébé.
Étienne Guibourg, un prêtre du 17e siècle, aurait réalisé une série de messes noires avec une prétendue sorcière Catherine Monvoisin pour Madame de Montespan.

### Magie noire en islam
La magie noire est mentionnée dans le Coran, une seule fois. Dans la sourate al-Baqara (la Vache), le Coran parle de l'histoire de Harout et de Marout. Deux anges, descendus vers un peuple pour les protéger contre la magie noire des Démons. 
Le Coran attribue le titre " Impie et incroyant " à ceux qui pratiquent la sorcellerie et la magie noire. Ce verset confirme que la magie noire existe et qu'elle est détestable en islam.
Dans l'Islam, al-Fatiha, al-Falaq, al-Nas et d'autres Sourates sont récités pour se protéger contre la sorcellerie. En outre, à l'aide d'un Taweeth contenant certains des 99 Noms d'Allah, les versets Coraniques ont été utilisés pendant des siècles et ont des origines dans le Hadith.

## Pratiques et rituels
Au cours de sa période d'étude, A. E. Waite fournit un compte rendu complet des pratiques de la magie noire, de rituels et de traditions dans The Book of Black Magic and Ceremonial Magic. D'autres pratiquants ont développé ces idées et ont offert leurs propres listes complètes des rituels et des concepts.
Les pratiques et les rituels de la magie noire incluent :
- Les sorts des véritables noms, la théorie que savoir le véritable nom d'une personne permet d'avoir le contrôle sur cette personne. Cela peut aussi être utilisé pour être connecté à l'autre personne, ou la libérer d'autres compulsions, c'est donc une zone grise (qui peut être vue comme magie blanche ou noire).
- Les rituels d'immortalité, à partir du point de vue Taoïste, la vie est finie, et être désireux de vivre au-delà du naturel n'est pas en accord avec les lois de la nature. Au-delà de cela, il y a un problème majeur avec l'immortalité. En raison de la nécessité de tester les résultats, les sujets doivent être tués. Même un sort pour prolonger la durée de vie ne peut pas être tout à fait bien, surtout si elle puise l'énergie de la vie d'un autre pour maintenir les effets du sort.[réf. nécessaire]
- La nécromancie, n'est pas obligatoirement définie en tant que magie noire, mais comme toute magie qui a un rapport avec la mort elle-même, soit par le biais de la divination des entrailles, ou l'acte d'élever le corps, par opposition à la résurrection ou de la RCR[15].
- Les malédictions et les maléfices, une malédiction peut être aussi simple que souhaiter que quelque chose de mal arrive à quelqu'un, ou aussi compliqué que d'effectuer un rite complexe pour s'assurer que quelqu'un meurt[16].

## Dans la culture populaire et la fiction
Les concepts liés à la magie noire ou décrits, même à tort, comme de la « magie noire » sont une caractéristique régulière de livres, de films et d'autres contenus de la culture populaire. Exemples :
- Black Magic (Slayer), une piste de Slayer de l'album Show No Mercy de 1983[17]
- Black Magic (Little Mix), un single par Little Mix, mai 2015, pour leur troisième album « Get Weird ».
- Les Vierges de Satan, le roman de Dennis Wheatley de 1934, dont est tiré un film célèbre des Studios Hammer en 1968.
- Rosemary's Baby, roman d'horreur de 1968 dans lequel la magie noire est le thème central.
- Dangereuse Alliance, un film de 1996 mettant en scène quatre amis impliqués dans la sorcellerie blanche, mais se tournent vers des rituels de magie noire pour un gain personnel.
- La série des Harry Potter, la magie noire, y compris les divers sorts et des malédictions, sont dénommés en tant que « magie noire » contre lequel les élèves apprennent à se défendre.
- Final Fantasy, un jeu vidéo dans lequel la magie blanche et noire sont simplement utilisés pour distinguer entre les sorts de guérison et défense des sorts offensifs et élémentaires. Ils ne portent pas intrinsèquement de connotation bonne ou mauvaise.
- Charmed, une série télévisée dans laquelle la magie noire est également connue comme "les arts sombres", "arts noirs", "magie noire", ou encore "la magie du diable", et est utilisée par des démons et autres êtres maléfiques.
- The Secret Circle, une courte série télévisée mettant en scène des sorcières, dans un monde où il y a deux sortes de magie. Alors que la magie traditionnelle vous aide à vous connecter à l'énergie autour de vous, la magie noire est une magie plus mortelle et dangereuse, elle est enracinée dans la colère, la peur et la négativité à l'intérieur de vous. Seulement les privilégiés, nés avec le don, peuvent utiliser la magie noire, et certains sont intrinsèquement plus fort que les autres.
- Le Pouvoir des Cinq est toute une série d'Anthony Horowitz à propos de la magie noire et  sorciers maléfiques. Les antagonistes sont tous des sorciers noirs et donc tous pratiquants de la magie noire, la magie noire est un moyen de convoquer les Anciens de leur prison, l'Enfer. La magie noire prend souvent la forme de meurtre de masse et de l'animation d'objets inanimés.
- Les sentinelles de la nuit, dans la série de livres et de films, les magiciens sont regroupés en deux parties « Light Others » et « Dark Others ». Les magiciens noirs sont motivés par des désirs égoïstes.
- Supernatural (série télévisée), la série télévisée Supernatural dispose de nombreux événements et personnages en rapport à la magie noire.
- Sherlock Holmes (film, 2009), le premier film réalisé par Guy Ritchie inclut des éléments de magie noire, même s'ils ne sont que supercheries.
- Versailles (groupe japonais) a publié un court-métrage en 2009, qui dépeint des zombies ressuscités par Jasmine You.
- Pizza II: Villa, un thriller fantastique Indien, écrit et réalisé par Deepan Chakravarthy.
- The Necromancers: The Best of Black Magic And Witchcraft, une collection de folklores et d'histoires sur la magie noire, édité par Peter Haining.
- Le Prince Dragon série Netflix où la magie noire consiste à prendre une vie pour pouvoir en sauver plusieurs. Bien que méprisée par les personnages, elle désigne davantage une réflexion sur l'utilitarisme qu'une réelle intention de nuire, et encore moins à des fins égoïstes.
- Penny Dreadful : la saison 2 est entièrement consacrée à la magie noire. Penny Dreadful (série télévisée)